# Список найяскравіших для земного спостерігача астероїдів
Лише Веста зазвичай достатньо яскрава, щоб її можна було побачити неозброєним оком. За ідеальних умов спостереження з дуже темним небом, людина з хорошим зором може також побачити Цереру, а також Палладу та Іриду в їх рідкісних перигелієвих протистояннях.
Всі наведені нижче астероїди можуть досягати видимої зоряної величини, яка перевищує або дорівнює +8,3. Жоден з астероїдів у зовнішній частині поясу астероїдів ніколи не зможе досягти такої яскравості. Навіть Гігея та Інтерамнія рідко досягають величин вище +10,0. Це пов'язано з різним розподілом спектральних типів у різних частинах поясу астероїдів: всі астероїди з найвищим альбедо зосереджені ближче до орбіти Марса, а типи C і D зі значно нижчим альбедо поширені у зовнішньому поясі. Астероїди з дуже великими ексцентриситетами орбіт досягають своєї максимальної зоряної величини рідко, коли їхній перигелій дуже близький до геліоцентричного з'єднання із Землею, або (у випадку 99942 Апофіс, (152680) 1998 KJ9, (153814) 2001 WN5 і 367943 Дуенде), коли астероїд проходить дуже близько до Землі.

## Список
| Назва             | Мінімальна зоряна величина | Велика піввісь, а.о. | Ексцентриситет | Діаметр, км  | Рік відкриття |
| ----------------- | -------------------------- | -------------------- | -------------- | ------------ | ------------- |
| 99942 Апофіс      | 3,4*                       | 0,922                | 0,191          | 0,32         | 2004          |
| 4 Веста           | 5,20                       | 2,361                | 0,089172       | 529          | 1807          |
| 2 Паллада         | 6,49                       | 2,773                | 0,230725       | 544          | 1802          |
| 1 Церера          | 6,65                       | 2,766                | 0,079905       | 952          | 1801          |
| 7 Ірида           | 6,73                       | 2,385                | 0,231422       | 200          | 1847          |
| 433 Ерос          | 6,8                        | 1,458                | 0,222725       | 34 × 11 × 11 | 1898          |
| (153814) 2001 WN5 | 6,85                       | 1,711                | 0,467207       | 0,93         | 2001          |
| 367943 Дуенде     | 7,04                       | 0,910                | 0,089319       | 0,04 × 0,02  | 2012          |
| 6 Геба            | 7,5                        | 2,425                | 0,201726       | 186          | 1847          |
| 3 Юнона           | 7,5                        | 2,668                | 0,258194       | 233          | 1804          |
| 18 Мельпомена     | 7,5                        | 2,296                | 0,218708       | 141          | 1852          |
| (152680) 1998 KJ9 | 7,74                       | 1,448                | 0,639770       | 0,5          | 1998          |
| 15 Евномія        | 7,9                        | 2,643                | 0,187181       | 268          | 1851          |
| 8 Флора           | 7,9                        | 2,202                | 0,156207       | 128          | 1847          |
| 324 Бамберга      | 8,0                        | 2,682                | 0,338252       | 229          | 1892          |
| 1036 Ганімед      | 8,1                        | 2,6657               | 0,533710       | 32           | 1924          |
| 9 Метіда          | 8,1                        | 2,387                | 0,121441       | 190          | 1848          |
| 192 Навсікая      | 8,2                        | 2,404                | 0,246216       | 103          | 1879          |
| 20 Массалія       | 8,3                        | 2,409                | 0,142880       | 145          | 1852          |